# Juan Fernando Quintero
Juan Fernando Quintero Paniagua (n. 18 ianuarie 1993, Barranquilla, Columbia) este un fotbalist columbian care evoluează la clubul argentinian River Plate și la echipa națională de fotbal a Columbiei pe postul de atacant.

## Statistici carieră

### Club
La 10 mai 2014.
| Club              | Sezon         | Campionat | Campionat | Cupă    | Cupă   | Cupa Ligii | Cupa Ligii | Continental | Continental | Total   | Total  |
| Club              | Sezon         | Meciuri   | Goluri    | Meciuri | Goluri | Meciuri    | Goluri     | Meciuri     | Goluri      | Meciuri | Goluri |
| ----------------- | ------------- | --------- | --------- | ------- | ------ | ---------- | ---------- | ----------- | ----------- | ------- | ------ |
| Envigado          | 2008–09       | 8         | 0         | -       | -      | -          | -          | -           | -           | 8       | 0      |
| Envigado          | 2009–10       | 18        | 3         | -       | -      | -          | -          | -           | -           | 18      | 3      |
| Envigado          | 2010–11       | 14        | 1         | -       | -      | -          | -          | -           | -           | 14      | 1      |
| Envigado          | Total         | 40        | 4         | 0       | 0      | 0          | 0          | 0           | 0           | 40      | 4      |
| Atlético Nacional | 2011–12       | 9         | 1         | -       | -      | -          | -          | 7           | 0           | 16      | 1      |
| Atlético Nacional | Total         | 9         | 1         | 0       | 0      | 0          | 0          | 7           | 0           | 16      | 1      |
| Pescara           | 2012–13       | 17        | 1         | 0       | 0      | -          | -          | -           | -           | 17      | 1      |
| Pescara           | Total         | 17        | 1         | 0       | 0      | 0          | 0          | 0           | 0           | 17      | 1      |
| Porto             | 2013–14       | 22        | 4         | 4       | 0      | 2          | 0          | 6           | 0           | 34      | 4      |
| Porto             | Total         | 22        | 4         | 4       | 0      | 2          | 0          | 6           | 0           | 34      | 4      |
| Total carieră     | Total carieră | 88        | 10        | 4       | 0      | 2          | 0          | 6           | 0           | 107     | 10     |

### Internațional
| Columbia |         |        |
| An       | Meciuri | Goluri |
| 2012     | 1       | 0      |
| 2013     | 3       | 0      |
| 2014     | 8       | 1      |
| 2015     | 2       | 0      |
| 2018     | 10      | 2      |
| 2021     | 5       | 0      |
| 2022     | 3       | 1      |
| 2024     | 10      | 1      |
| Total    | 41      | 5      |

### Goluri internaționale
| #  | Data              | Stadion                                                    | Oponent          | Scor | Rezultat | Competiția                                         |
| -- | ----------------- | ---------------------------------------------------------- | ---------------- | ---- | -------- | -------------------------------------------------- |
| 1. | 19 iunie 2014     | Estádio Nacional Mané Garrincha, Brasília, Brazilia        | Coasta de Fildeș | 2–0  | 2–1      | Campionatul Mondial de Fotbal 2014                 |
| 2. | 23 martie 2018    | Stade de France, Saint-Denis, Franța                       | Franța           | 3–2  | 3–2      | Amical                                             |
| 3. | 19 iunie 2018     | Mordovia Arena, Saransk, Rusia                             | Japonia          | 1–1  | 1–2      | Campionatul Mondial de Fotbal 2018                 |
| 4. | 16 ianuarie 2022  | Stadionul DRV PNK, Fort Lauderdale, Florida, Statele Unite | Honduras         | 1–0  | 2–1      | Amical                                             |
| 5. | 15 noiembrie 2024 | Estadio Centenario, Montevideo, Uruguay                    | Uruguay          | 1–0  | 2–3      | Calificările la Campionatul Mondial de Fotbal 2026 |

## Palmares

### Club
Porto
- Supertaça Cândido de Oliveira (1): 2013

River Plate
- Supercopa Argentina: 2017
- Copa Libertadores: 2018
- Recopa Sudamericana: 2019
- Copa Argentina: 2019

Racing Club
- Copa Sudamericana: 2024

### Națională
Columbia
- Campionatul sud-american U20: 2013

### Individual
- 2013 South American Youth Championship MVP
- Golul competiției la Campionatul Mondial de Fotbal U-20.[4]